# Tasmarubrius pioneer
Tasmarubrius pioneer is een spinnensoort uit de familie Macrobunidae. De soort komt voor in Tasmanië.